# Chervettes
Chervettes – miejscowość i dawna gmina we Francji, w regionie Nowa Akwitania, w departamencie Charente-Maritime. W 2013 roku populacja ówczesnej gminy wynosiła 149 mieszkańców.
W dniu 1 stycznia 2018 roku z połączenia trzech ówczesnych gmin – Chervettes, Saint-Laurent-de-la-Barrière oraz Vandré – utworzono nową gminę La Devise. Siedzibą gminy została miejscowość Vandré.